# Graneledone verrucosa
Espèce
Synonymes
- Eledone verrucosa Verrill, 1881
- Graneledone verrucosa media Joubin, 1918
- Graneledone verrucosa verrucosa (A. E. Verrill, 1881)
- Moschites verrucosa (Verrill, 1881)
- Moschites verucosus var. media Joubin, 1918
- Moschites verucosus (A. E. Verrill, 1881)

Graneledone verrucosa est une espèce de pieuvres de la famille des Octopodidae.

## Synonymes
- Eledone verrucosa Verrill, 1881[1]
- Graneledone verrucosa media Joubin, 1918[1]
- Graneledone verrucosa verrucosa (A. E. Verrill, 1881)[1]
- Moschites verrucosa (Verrill, 1881)[1]
- Moschites verucosus var. media Joubin, 1918[1]
- Moschites verucosus (A. E. Verrill, 1881)[1]

## Liste des sous-espèces
Selon BioLib (28 novembre 2018) :

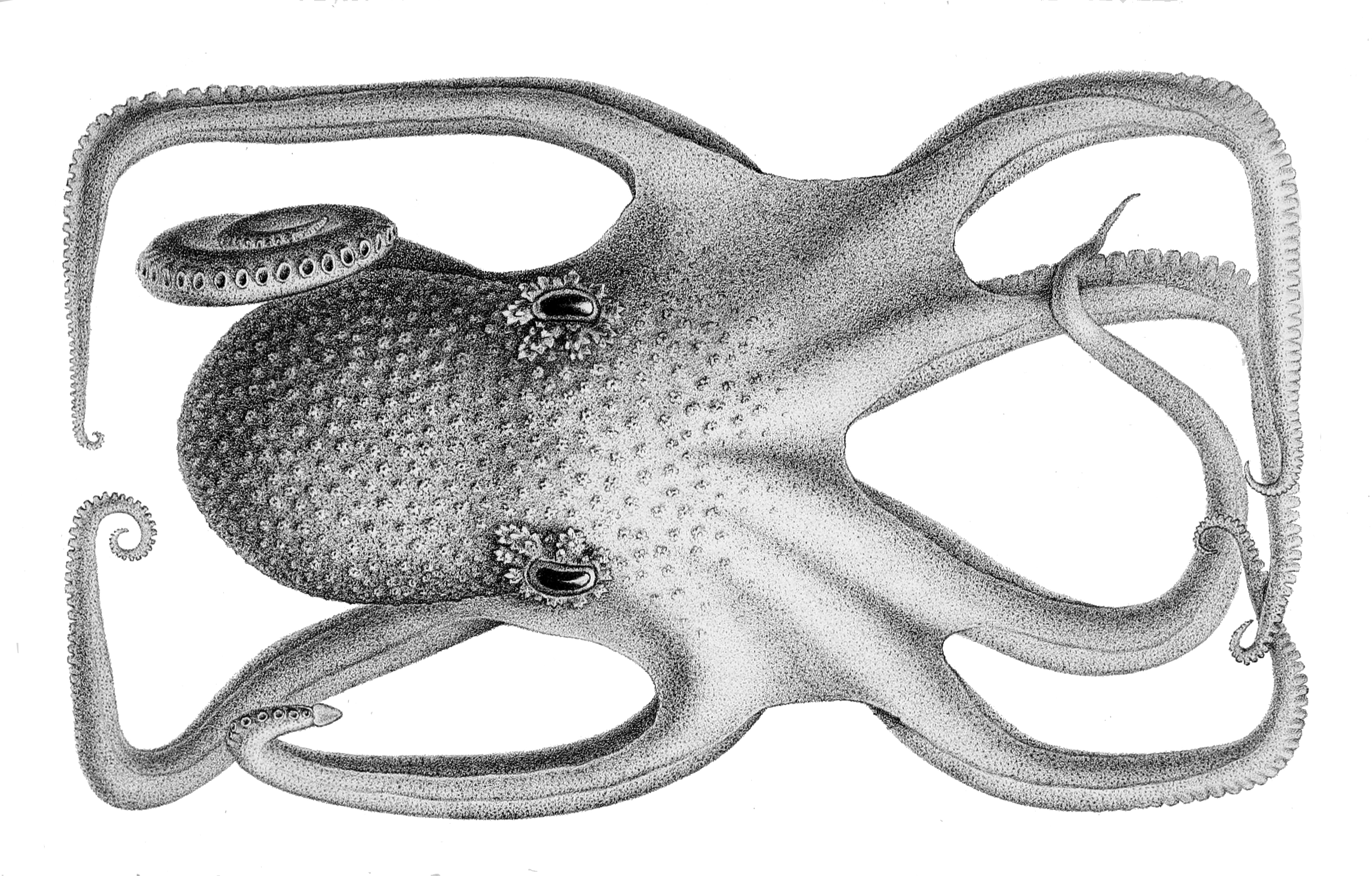

- sous-espèce Graneledone verrucosa media (Joubin, 1918)
- sous-espèce Graneledone verrucosa verrucosa (A. E. Verrill, 1881)